# Olha Zjovnir
Olha Zjovnir, född den 18 juni 1989 i Netisjyn, Ukrainska SSR, Sovjetunionen, är en ukrainsk fäktare som tog OS-guld i damernas lagtävling i sabel i samband med de olympiska fäktningstävlingarna 2008 i Peking.